# 武汉联勤保障基地
武汉联勤保障基地，位于湖北省武汉市江岸区永清路20号，是中国人民解放军联勤保障部队的核心组成部分。

## 沿革
1985年，根据中央军委〔1985〕14号文件，武汉军区撤编，武汉军区后勤35分部机关及部分所属单位移交广州军区。另以武汉军区后勤部为基础，组成中国人民解放军总后勤部基地指挥部，于1985年10月18日正式成立，为正军级单位。司令员为张书坤（原为武汉军区后勤部部长）、政委为陈静。总后勤部基地指挥部机关设有司令部、政治部、军需部、财务部、军械部、卫生部、物资部、油料部、运输部、营房部等部，下辖有第一基地、第二基地、第三基地、第四基地。总后勤部基地指挥部是总后勤部为了统一领导和管理全军战略后方仓库，建立新型后勤指挥系统而设立，下属单位分布在湖北省、河南省、山西省、陕西省、四川省、贵州省、湖南省等内陆省份。
1992年10月，根据中央军委的决定，总后勤部基地指挥部撤编，其机关缩编成中国人民解放军总后勤部驻武汉办事处。主任为杜克安，政委为刘功利。
1994年4月，根据中央军委〔1994〕军字第7号通知，将中国人民解放军第二后方基地改称中国人民解放军总后勤部武汉后方基地（中国人民解放军62101部队），司令员为江杰生，政委为胡梅汉，属总后勤部建制。原总后勤部驻武汉办事处撤消。总后勤部武汉后方基地是由原第二后方基地（驻湖北襄阳）成建制迁到武汉与总后勤部驻武汉办事处合并，以第二后方基地为主成立的。
2016年改革前，中国人民解放军总后勤部武汉后方基地的下设机构有：司令部、政治部、军需物资处、财务处、卫生处、军事交通运输处、基建营房处、管理处、中国人民解放军第一六一医院、中国人民解放军第四七七医院等。
在深化国防和军队改革中，2016年1月中国人民解放军总后勤部撤销，组建中央军委后勤保障部。中国人民解放军总后勤部武汉后方基地改为中央军委后勤保障部武汉后方基地。
2016年9月13日，中国人民解放军联勤保障部队成立大会在北京八一大楼举行，中央军委主席习近平下令组建武汉联勤保障基地，领导无锡、桂林、西宁、沈阳、郑州5个联勤保障中心。
武汉联勤保障基地成立后，承担了多项任务，其中还包括全军水源水质整治任务。

## 机构设置
机关职能部门
- 参谋部
- 政治工作部[16]
- 供应局[17]
- 运输投送局[18]
- 卫勤局[19]
- 仓储管理局
- 军事设施建设局[20]
- 科技和信息化局

联勤保障中心
- 无锡联勤保障中心（位于东部战区）
- 桂林联勤保障中心（位于南部战区）
- 西宁联勤保障中心（位于西部战区）
- 沈阳联勤保障中心（位于北部战区）
- 郑州联勤保障中心（位于中部战区）

## 历任领导
中国人民解放军总后勤部武汉后方基地
| 司令员 1. 江杰生 少将（1994年4月—2000年8月） 2. 孙传章 少将（2000年8月—2005年5月） 3. 胡宜树 少将（2005年5月—2015年） 4. 李士生 少将（2015年—2015年12月） | 政治委员 1. 胡梅汉 少将（1994年4月—1999年） 2. 孙长新 少将（1999年—2001年） 3. 柴明汉 少将（2001年7月—2005年） 4. 李 健 少将（2005年5月—2015年12月） |

中央军委后勤保障部武汉后方基地
| 司令员 1. 李士生 少将（2016年1月—9月） | 政治委员 1. 李 健 少将（2016年1月—9月） |

武汉联勤保障基地
| 司令员 1. 李士生 少将（2016年9月—） 副司令员 - 张林（2016年—） | 政治委员 1. 殷志红 少将（2016年9月—） 副政治委员 - 王应德 少将（2016年—） - 陈建 少将（2016年—） |

| 参谋长 1. [[]]（2016年—） 副参谋长 | 政治工作部主任 1. 谢东辉（2016年—） 政治工作部副主任 - 焦占锋（2016年—） |